# Путятин, Григорий Никитич

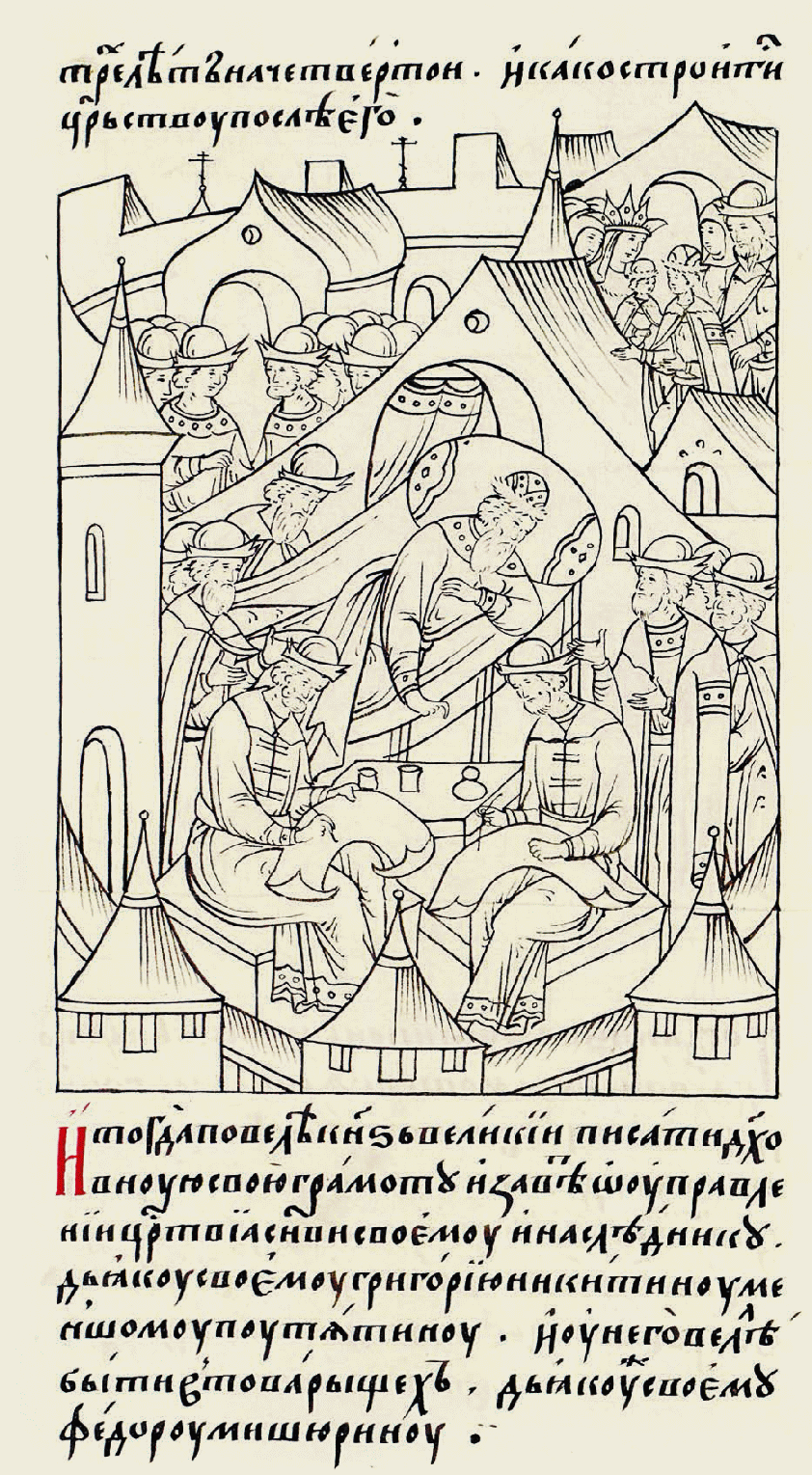
«И тогда князь великий духовную свою грамоту и завещание об управлении царством сыну своему и наследнику повелел писать дьяку своему Григорию Никитину Меньшому Путятину, и у него велел быть в товарищах дьяку же своему Федору Мишурину»

Григорий Никитич Путятин по прозвищу Меньшик или Меньшой — дворянин и дьяк на дипломатической службе у московского князя Василия III и малолетнем Иване Грозном.
Один из представителей дворянского рода Путятиных. Прозвище получил для отличия от Суморока Путятина, также находившегося на службе. Его сын Постник Григорьевич служил при Иване Грозном.
В 1510 году был послан в польскому королю Сигизмунду с грамотой о пограничных конфликтах и привёз ответную грамоту. В том же году был приставом у польского посла Довгирдова. В 1512 году послан в Польшу к Сигизмунду узнать о притеснениях Елены Ивановны, сестры Василия III и вдовы Александра Ягеллона. В 1517 году участвовал в приеме посла императора Максимилиана Сигизмунда Герберштейна. В 1517—1520 годах участвовал в переговорах с послами магистра Тевтонского ордена Альбрехта. До 1530 года активно участвовал в приеме польских послов и переговорах. В 1526 году присутствовал на свадьбе Василия III с Еленой Глинской. Сопровождал царя в поездках. Писал под его диктовку письма Елене. В 1531 году вместе в Ф. И. Карповым участвовал в переговорах с посольством казанского хана Сафа Гирея. Во время предсмертной болезни Василия был со стряпчим Мансуровым тайно послан в Москву за духовными грамотами, с рядом ближайших лиц участвовал в уничтожении старого и составлении нового завещания.
После смерти Василия с князем Иваном Васильевичем Шуйским ездил от Елены Глинской к старицкому князю Андрею Ивановичу с тем, чтобы убедить его, что у Елены нет намерения подвергнуть его аресту. В 1535 году участвовал в приеме послов от крымского хана Ислам Гирея. В 1535—1537 годах снова участвует в переговорах в Польшей. Последние сведения о нём относятся в 1541 года когда он завизировал некоторые документы, относящиеся к 1506—1514 годам.